# Steve Reich
Stephen (Steve) Michael Reich (New York, 3 oktober 1936) is een Amerikaanse componist. Hij behoort tot de richting van de minimalistische muziek.

## Leven en werk
Reich haalde zijn Bachelor of Arts aan Cornell University in 1957, bezocht de Juilliard School te New York, waar hij werkte onder leiding van William Bergsma en Vincent Persichetti (1958–1961), en van 1961 tot 1963 Mills College in Oakland (Californië), waar hij leerling was van Luciano Berio en Darius Milhaud. Reichs eerste werk bestond uit experimenten met twaalftoonsmuziek. Hij schreef filmmuziek, gebruikte herhalingen van bandopnames van zinnen en werd beïnvloed door minimalisme. Later liet hij zich inspireren door Afrikaanse muziek (hetgeen is terug te horen in Drumming uit 1971), in het bijzonder beïnvloed door Studies in African Music van A.M. Jones, over de muziek van de Ewe in Ghana. Uiteindelijk reisde hij naar Ghana om meer over de muziek en trommels te leren. Hij bestudeerde ook de Balinese gamelan in Seattle. Rond deze tijd vormde hij ook zijn ensemble, Steve Reich and Musicians, aanvankelijk de enige muziekgroep die zijn werken uitvoerde. Het ensemble bestaat nog, met een groot deel van de oorspronkelijke leden.
Na Drumming ging Reich verder met de phase shifting-techniek die hij had ontwikkeld, en begon ingewikkelder werken te schrijven. Ook onderzocht hij andere muzikale processen zoals augmentatie: tijdelijke verlenging van frasen en melodische fragmenten. In deze periode schreef hij werken als Music for Mallet Instruments, Voices and Organ (1973) en Four Organs. Dat laatste werk is opgebouwd rond augmentatie en was gebaseerd op een muziekstuk uit 1967, Slow Motion Sound. Het idee van het vertragen van een opgenomen geluid tot vele malen de oorspronkelijke tijd zonder de toonhoogte of het timbre aan te passen, paste hij toe in Four Organs. Vanaf de jaren tachtig liet Reich zich inspireren door joodse,  christelijke en islamitische thema's en muziek, bijvoorbeeld Tehillim (joodse Psalmen voor koor en ensemble, 1981) en de opera The Cave (1993).

## Pulses
In 1974 begon Reich aan wat zijn kenmerkendste werk zou worden, Music for 18 Musicians. In dit muziekstuk kwamen veel nieuwe ideeën naar voren, ook al refereert het aan eerder werk. Het is opgebouwd rond een cyclus van elf akkoorden, die in het begin worden geïntroduceerd, gevolgd door een klein stuk muziek rond elk akkoord en uiteindelijk een terugkeer naar de oorspronkelijke cyclus. De secties worden toepasselijk "pulses" genoemd. Dit was Reichs eerste poging om voor grotere aantallen muzikanten te schrijven en de uitbreiding van het aantal uitvoerders resulteerde in een groter psycho-akoestisch effect. 
Later in datzelfde jaar publiceerde hij een boek, Writings About Music, met essays over zijn filosofie, esthetiek en muzikale projecten tussen 1963 en 1974. Een geactualiseerde verzameling, Writings On Music (1965-2000), werd in 2002 gepubliceerd.
In 1993 werkte Reich samen met zijn vrouw, de videokunstenares Beryl Korot, aan een opera, The Cave. In deze opera worden de wortels van het jodendom, het christendom en de islam onderzocht. Het echtpaar werkte weer samen aan de opera Three Tales, die gaat over de ramp met de Hindenburg, het testen van kernwapens op het atol Bikini en actuelere zaken zoals het gekloonde schaap Dolly.
Ook schreef hij enkele keren soundtracks voor films, onder andere in de jaren zestig voor The Plastic Haircut en Oh Dem Watermelons. In 2006 componeerde hij de muziek voor Refuge, een documentaire van John Halpern.

## Invloeden
Reichs muziek maakt gebruik van middelen als tape loops om verschuivende patronen te creëren zoals in It's Gonna Rain, Come Out, Drumming en andere werken. Het werk van Reich wordt over het algemeen gezien als repeterend en minimalistisch, en in sommige van zijn werken is een verband te zien met het werk van Sol LeWitt en Richard Serra.
De stijl van Reich heeft veel andere componisten en muzikale groepen beïnvloed, waaronder de rockgroep King Crimson, een groep componisten verbonden met het Bang on a Can-festival (onder andere David Lang en Julia Wolfe) en indierockmuzikant Sufjan Stevens. Ook een visueel kunstenaar als Bruce Nauman heeft zijn invloed ondergaan. De choreografe Anne Teresa De Keersmaeker heeft choreografieën bij Reichs werk gemaakt, waarover hij zich waarderend heeft uitgesproken. Sonic Youth speelde een van zijn composities op hun cd Goodbye, 20th Century, een hommage aan moderne klassieke componisten uit de 20e eeuw, John Cage, Yoko Ono en Christian Wolff. Het nummer X-O van Dutch Uncles, afkomstig van het album Cadenza, is gebaseerd op een sample van het eerste deel van de Reich-compositie Electric Counterpoint.
The Village Voice noemde Reich begin 2007 de belangrijkste levende Amerikaanse componist.

## Werk (selectie)
- Soundtrack for The Plastic Haircut, tape (1963)
- Music for two or more pianos (1964)
- Livelihood (1964)
- Soundtrack for Oh Dem Watermelons, tape (1965)
- It's Gonna Rain, tape (1965)
- Come Out, tape (1966)
- Melodica, voor melodica en tape (1966)
- Reed Phase, voor sopraansaxofoon en tape (1966)
- Piano Phase voor twee piano's, of twee marimba's (1967)
- Violin Phase voor viool en tape of vier violen (1967)
- Pendulum Music (1968, voor drie of vier microfoons, versterkers en luidsprekers (1968) (herzien 1973). Later uitgevoerd door de rockgroep Sonic Youth
- Four Organs voor vier elektronische orgels en maraca's (1970)
- Drumming voor vier paren van gestemde bongo's, 3 marimba's, 3 glockenspielen, twee vrouwenstemmen, fluiten en piccolo (1970/1971)
- Six Pianos (1973) getranscribeerd als Six Marimbas (1986)
- Music for Mallet Instruments, Voices and Organ (1973)
- Music for 18 Musicians (1974-76)
- Music for a Large Ensemble (1978)
- Octet (1979) gearrangeerd voor ensemble als Eight Lines (1983)
- Variations voor orkest (1979)
- Tehillim voor koor en ensemble (1981)
- The Desert Music voor koor en orkest of stemmen en ensemble (1984, tekst van William Carlos Williams), première: 17 maart 1984, Keulen, Funkhaus Wallrafplatz
- Sextet voor percussie en keyboards (1984)
- New York Counterpoint voor versterkte klarinet en tap of elf klarinetten (1985)
- Electric Counterpoint voor elektrische gitaar of versterkte akoestische gitaar en tape (1987, voor Pat Metheny)
- Different Trains voor strijkkwartet en tape (1988)
- The Cave (opera 1993, met Beryl Korot)
- City Life voor versterkt ensemble (1995)
- Proverb voor stemmen en ensemble (1995, tekst van Ludwig Wittgenstein)
- Triple Quartet voor versterkt strijkkwartet (met vooropgenomen tape), of drie strijkkwartetten of strijkorkest (1998)
- Three Tales (1998-2002, met Beryl Korot)
- Dance Patterns voor twee xylofoons, twee vibrafoons en twee piano's (2002)
- Cello Counterpoint voor versterkte cello en meerkanalentape (2003)
- You Are (Variations) voor stemmen en kamerorkest (2004)
- Variations for vibes pianos & strings (2005)
- Daniel Variations voor stemmen en kamerorkest (2006)
- Double sextet voor fluit, klarinet, viool, cello, vibrafoon en piano en tape (2007)
- 2x5 voor twee elektrische gitaren, basgitaar, piano, drums en tape (2008)
- Mallet Quartet voor twee vibrafoons en twee marimba's (2009)
- 9/11 voor strijkkwartet en tape (2010)
- Radio rewrite voor ensemble (2012)
- Quartet voor 2 vibrafoons en twee piano's (2013)
- Pulse voor ensemble (2015)
- Runner voor ensemble (2016)

## Onderscheidingen
Samen met Sonny Rollins won Steve Reich in 2007 de Polar Music Prize ter waarde van € 108 000. Op 20 april 2009 kreeg Steve Reich de Pulitzerprijs voor muziek 2009 toegekend voor zijn compositie Double Sextet.